# MV Agusta Corse Sechszylinder

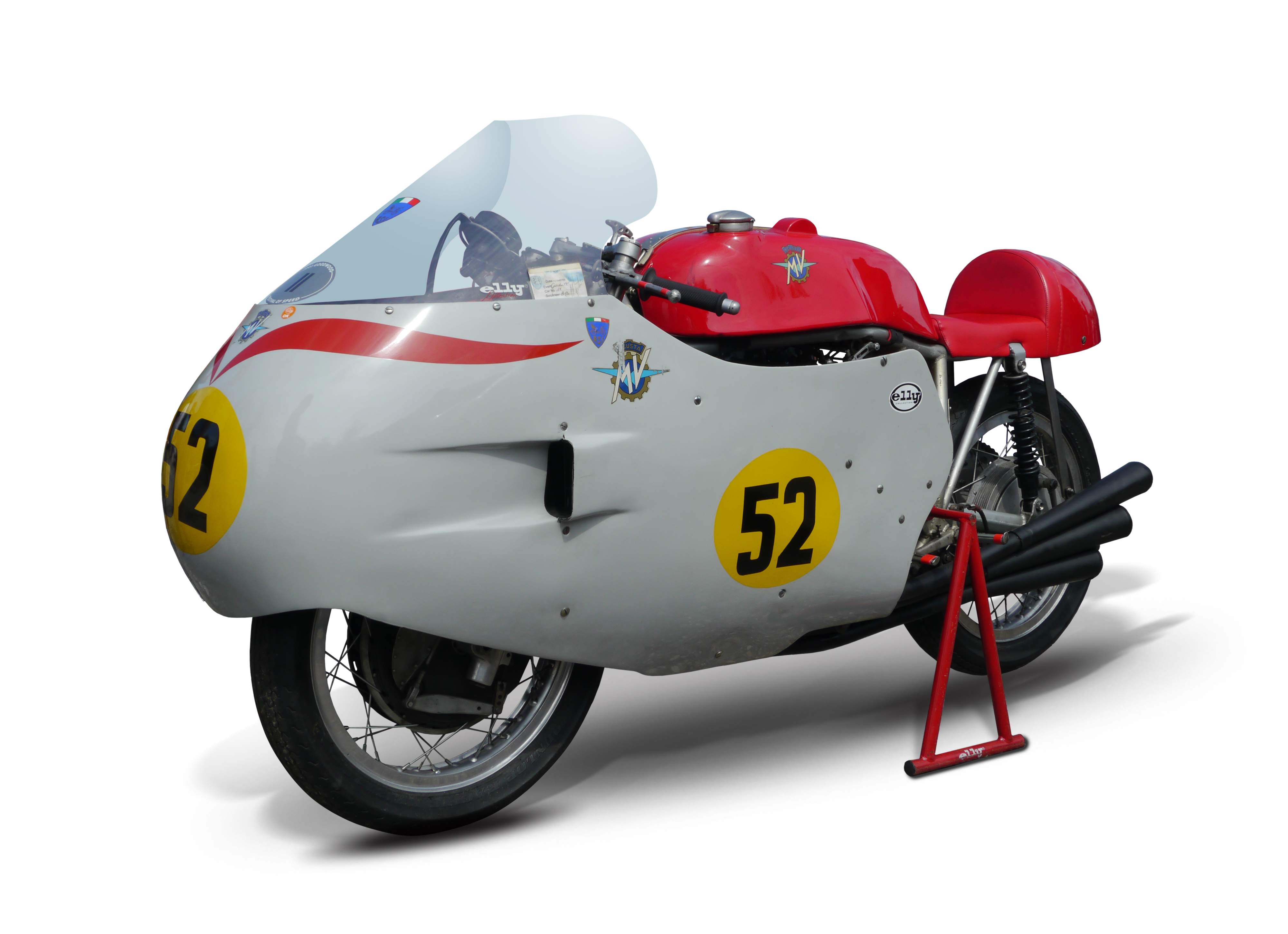
Der Halbliterklassen-Prototyp von 1957: die MV Agusta 500 Sei mit der bis zum Ende dieser Saison oft eingesetzten Stromlinienverkleidung

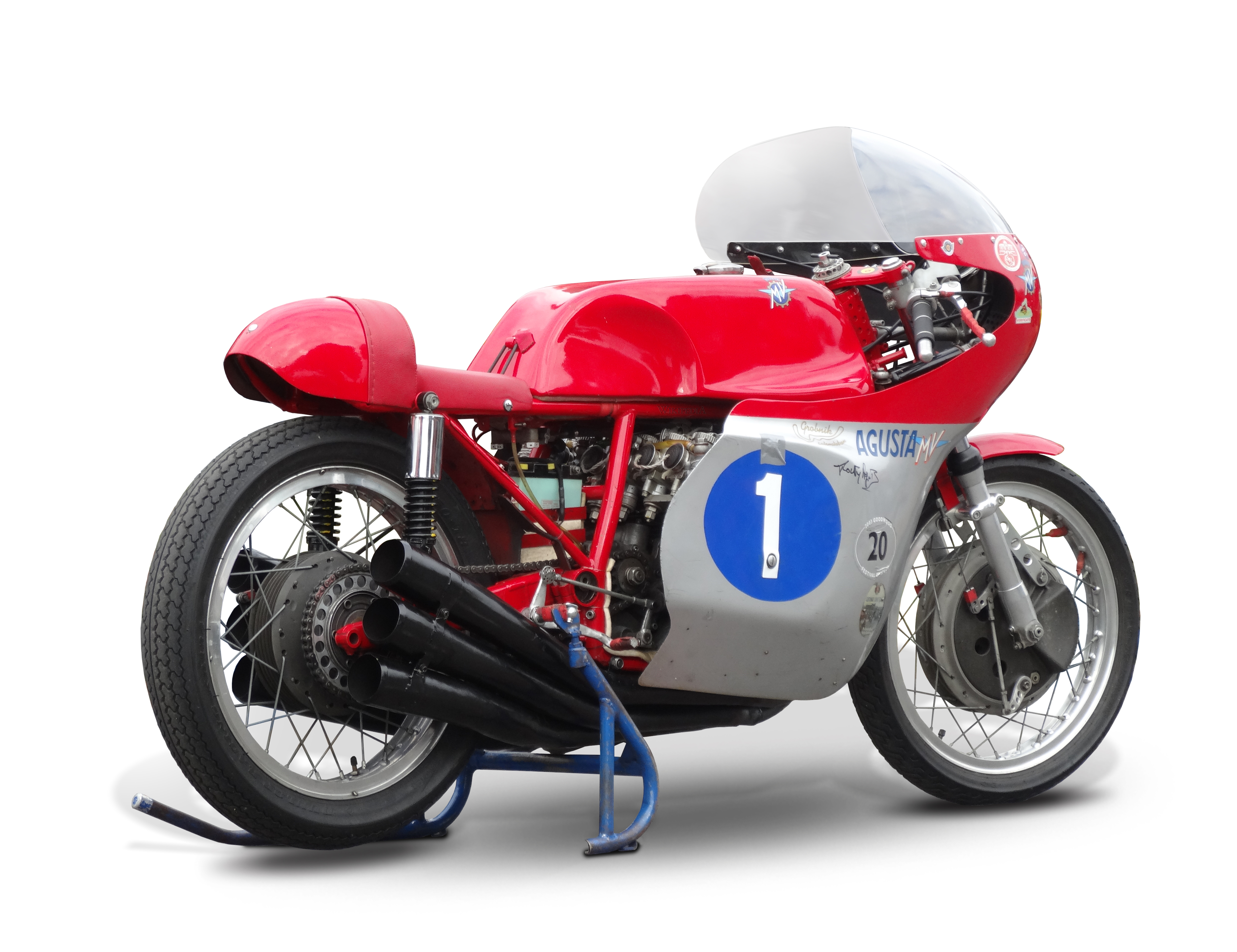
Die MV Agusta 350 Sei von 1968, hier gut zu erkennen: die charakteristischen sechs Endrohre

Die MV Agusta Corse Sechszylinder (MV Agusta Corse Sei Cilindrica) oder auch MV Agusta Sei (italienisch für Sechs) waren eine Gruppe von Rennmotorrädern des italienischen Herstellers MV Agusta, die zwischen 1957 und 1971 für die Klassen 350 cm³ und 500 cm³ der FIM-Motorrad-Weltmeisterschaft entwickelt und gebaut, aber nie im Rennen eingesetzt wurden.

## Hintergrund
Obwohl MV Agusta bei der Motorrad-Weltmeisterschaft 1956 die Titel in den Klassen 500, 250 und 125 cm³ gewonnen hatte, zeichnete sich für die kommende Saison (besonders in der 500er-Königsklasse) ein harter Konkurrenzkampf ab, nachdem Moto Guzzi in Imola mit der Moto Guzzi V8 einen V8-Motor im Rennen einsetzte, und auch die Gilera 500 4C großes Potenzial gezeigt hatte. Vor diesem Hintergrund beauftragte Conte Domenico Agusta 1956 seinen Sportdirektor Arturo Magni, zusammen mit seiner Rennabteilung „Reparto Corse“, einen Sechszylindermotor zu entwickeln, der höhere Drehzahlen erreichen und dadurch mehr Leistung abgeben könnte als der bewährte Vierzylinder.

## Die Modelle

### Prototyp350 cm³ Sei(1957)
1957 wurde der erste Prototyp der Sechszylinder mit 350 cm³ von MV Agusta fertiggestellt. Der Motor mit zwei obenliegenden Nockenwellen (die Stirnräder des Nockenwellenantriebs saßen zwischen Zylinder 3 und 4) hatte zwei Ventile je Zylinder. Die Bohrung betrug 44 mm, der Hub 38,25 mm (daraus ergab sich für die einzelnen Zylinder ein Hubraum von je von 58,13 cm³). Sechs Dell’Orto-Vergaser versorgten die Zylinder mit Gemisch, gezündet wurde mit einer Lucas-Magnetzündung. Nachdem sich Moto Guzzi, Gilera und F.B Mondial Ende 1957 vom Rennsport zurückzogen, wurde das Projekt 350 Sei eingestellt.
Die 350 Sei wurde nur ein einziges Mal eingesetzt, und zwar 1957 im Training zum Großen Preis der Nationen in Monza durch Nello Pagani.

### Prototyp500 cm³ Sei(1958)
Ende 1957 testeten John Hartle und John Surtees eine Sei mit 500 cm³ Hubraum. Nach wenigen Runden beim ersten Einsatz während des Rennens in Monza (1958) fiel die 500er von John Hartle mit Motorschaden aus. Danach wurde dieses Motorrad nicht wieder eingesetzt, da die Vierzylinder von MV standfester waren. Der Motor hatte einen Hubraum von 499,2 cm³, eine Bohrung von 48 mm und einen Hub von 46 mm. Von sechs 26-mm-Dell’Orto-Vergasern mit Gemisch versorgt soll die Maschine eine Leistung von 75 PS bei einer Drehzahl von 15.000 min−1 erreicht haben. Das einzig erhaltene Modell steht heute im MV-Agusta-Werksmuseum in Samarate.

### DieMV Agusta Corse 350 cm³ Sei(1968–1971)
Obwohl die FIM die Zylinderzahl für die verschiedenen Hubraumklassen für die Zukunft beschränkt hatte, entwickelte MV Agusta auf der Basis der alten 350er von 1957 eine neue Sechszylinder, mit vier Ventilen je Zylinder. Vorbild dieser Weiterentwicklung war das Erfolgsmodell von Honda, die RC166. Eine 350-cm³-Sechszylinder setzte Mike Hailwood 1968 erstmals im Training von Monza ein und unterbot auf Anhieb den bestehenden Rundenrekord. Teaminterne Auseinandersetzungen um die Fahrerposition veranlassten Hailwood, die Maschine dann doch nicht im Rennen einzusetzen. Erst 1969 testete Agostini die 350er Sei in Modena erneut. Ein letzter Test im Training – der Motor hatte nun die Bohrung 46 mm und einen Hub von 35 mm – fand 1971 statt. Mike Hailwood fuhr eine 350er Sei im Training von Monza (1968), Giacomo Agostini testete die Maschine zuletzt beim Training in Modena (1971). Einen Renneinsatz hatte dieses Motorrad jedoch nie.

## Technische Daten

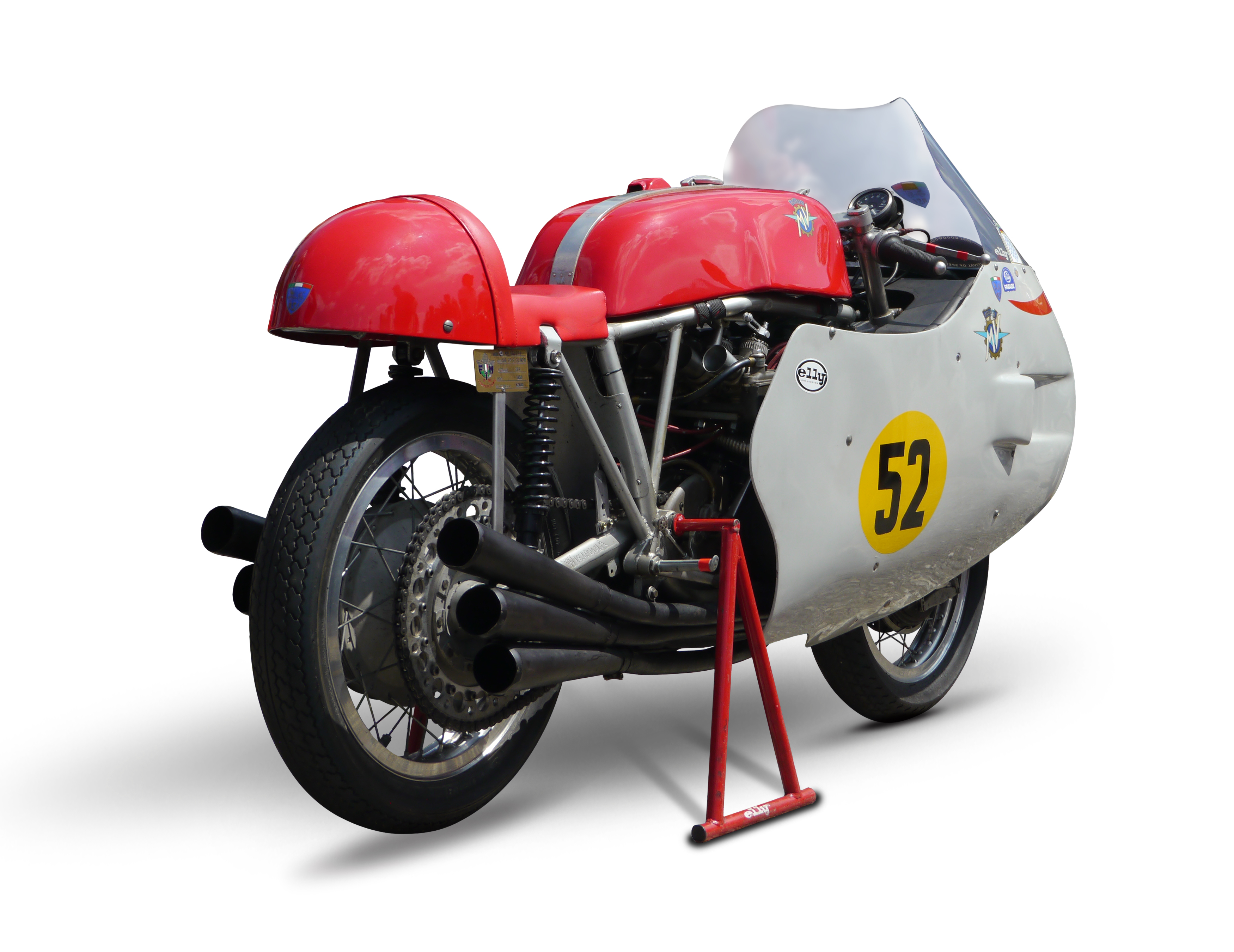
Heckansicht der MV Agusta 500 Sei von 1958

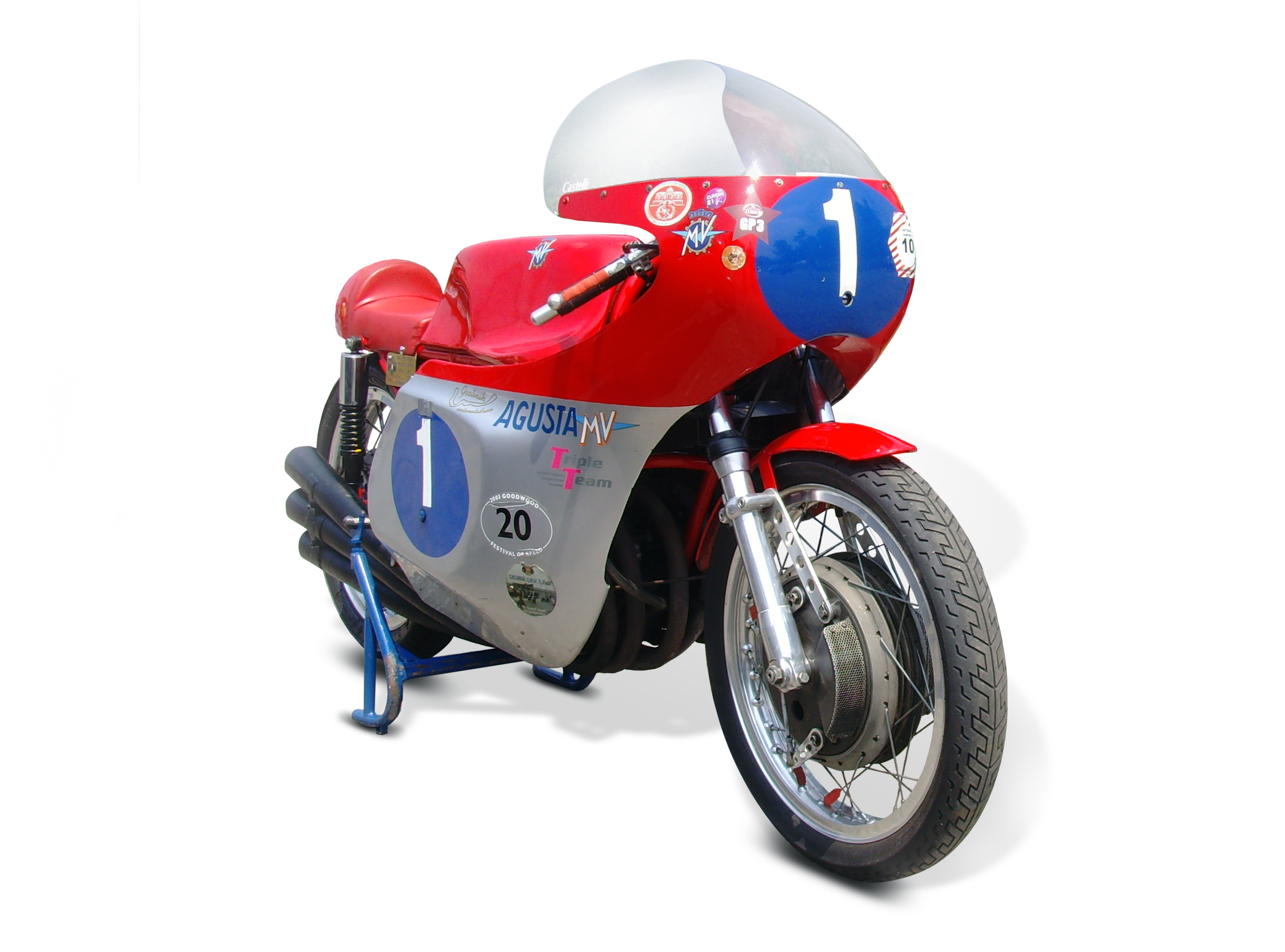
Die MV Agusta 350 Sei von 1968

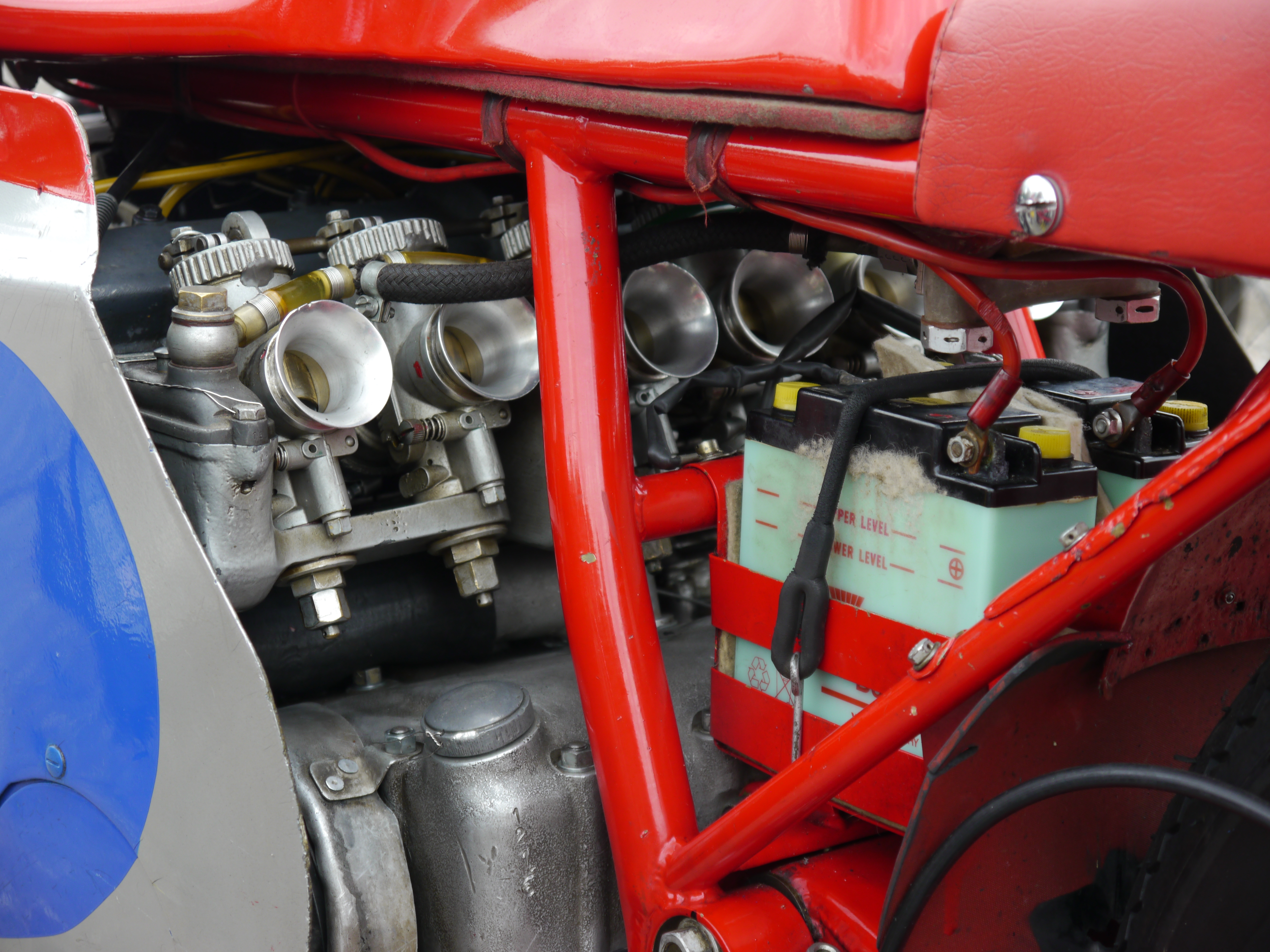
Blick auf die offenen Ansaugtrichter der sechs Dell’Orto SS19 Rennvergaser MV Agusta 350 „Sei“

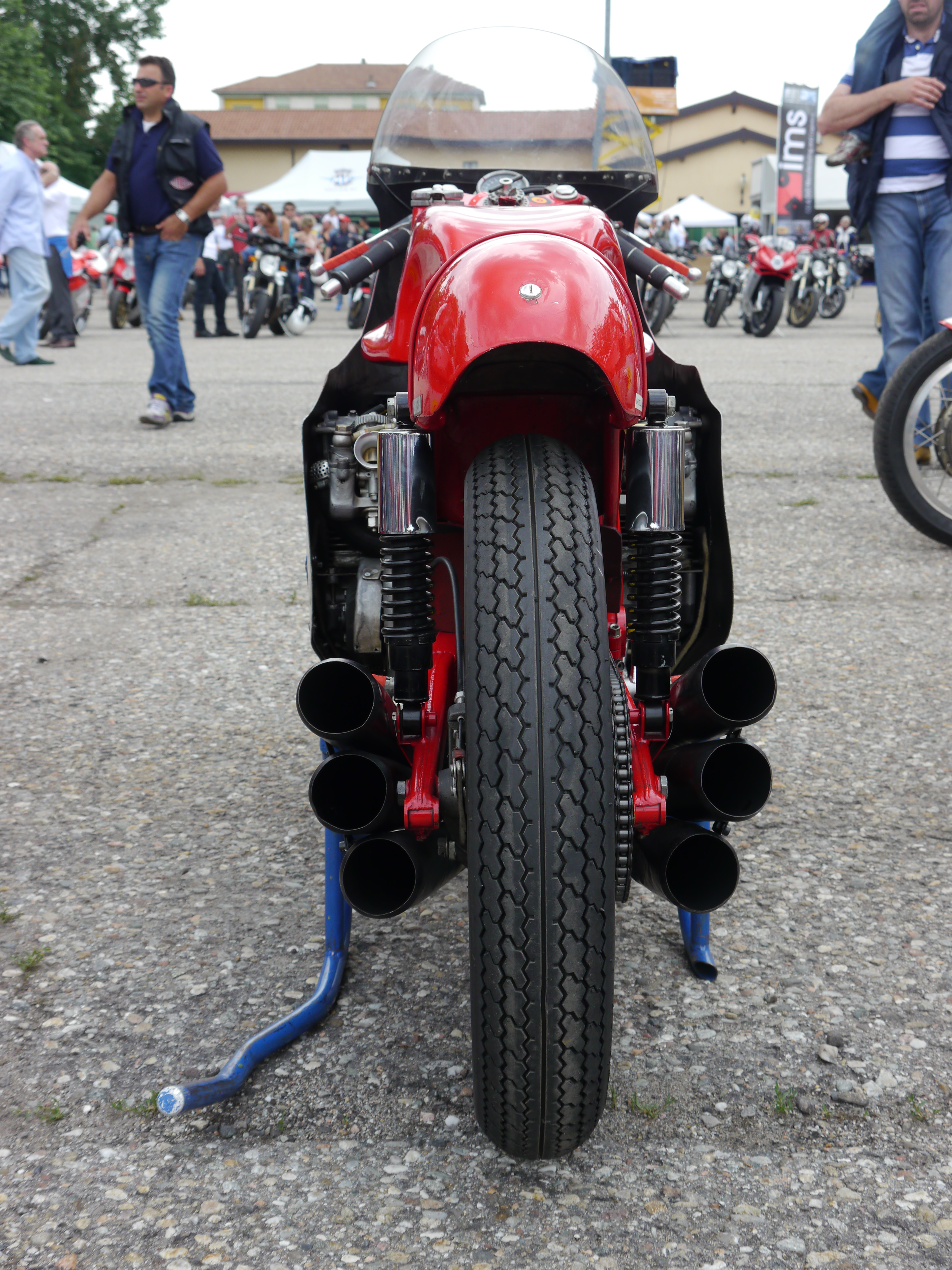
Trotz des quer eingebauten 6-Zylinder-Reihenmotor hat die 350er eine schmale Silhouette

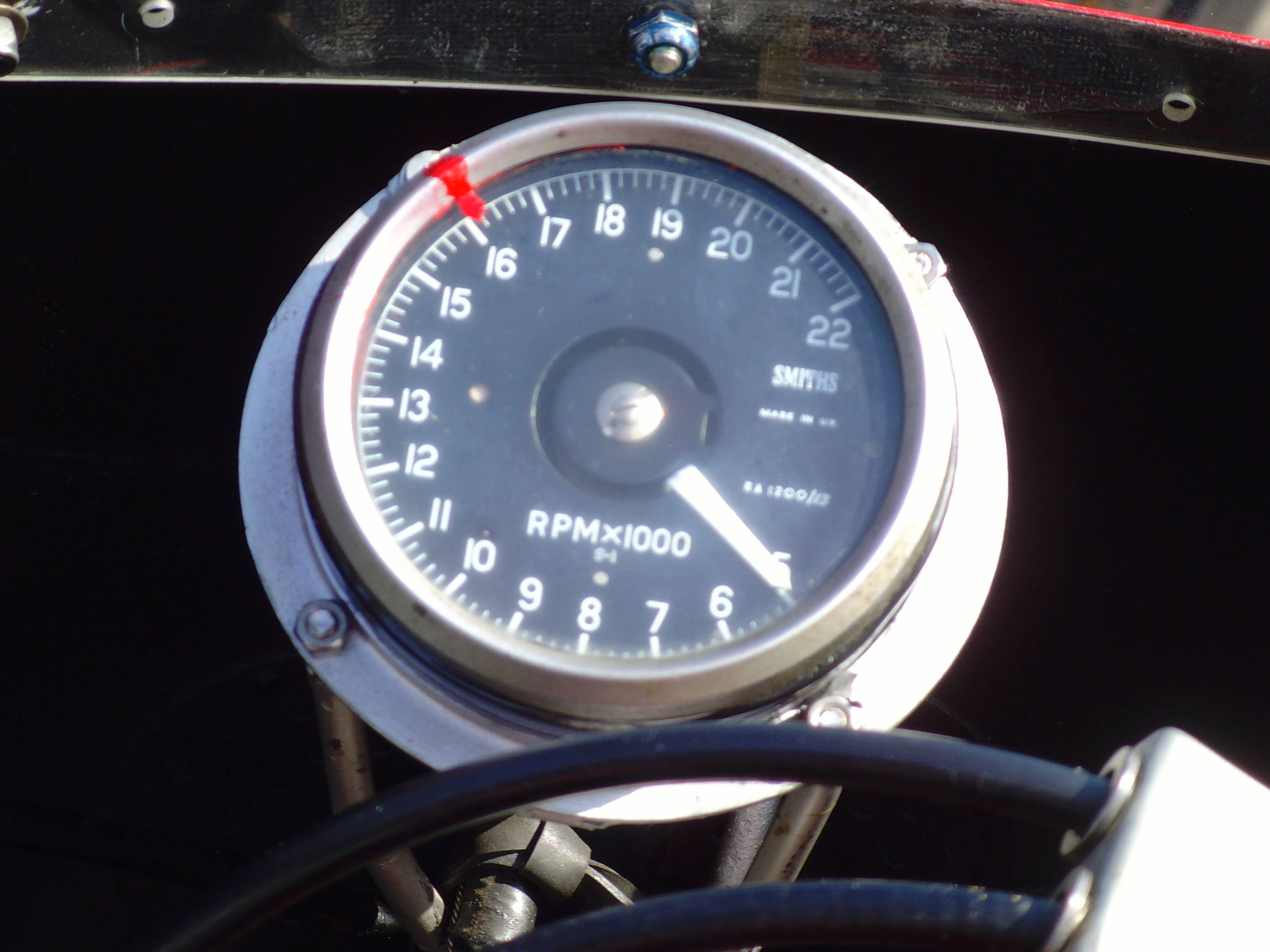
Das enorme Drehzahlband der MV 350 Sei

Anmerkung: bei abweichenden Informationen im Internet wurden die Daten aus der vorliegenden Literatur eingesetzt.
|                              | MV Agusta 500 „Sei“ (1958)                        | MV Agusta 350 „Sei“ (1968–1971)                                                |
| Motor                        | Motor                                             | Motor                                                                          |
| ---------------------------- | ------------------------------------------------- | ------------------------------------------------------------------------------ |
| Bauart                       | 6-Zylinder-Viertaktmotor; luftgekühlt             | 6-Zylinder-Viertaktmotor; luftgekühlt                                          |
| Hubraum                      | 499,2 cm³ = 83,2 cm³/Zyl.                         | 348,8 cm³ = 58,3 cm³/Zyl.                                                      |
| Bohrung und Hub              | 48 × 46 mm                                        | 43,3 × 39,5 mm / in der letzten Version: 46 × 35 mm                            |
| Verdichtung                  | 10,8 : 1                                          | 11 : 1                                                                         |
| Zylinderkopf                 | k. A.                                             | Leichtmetall                                                                   |
| Zylinder                     | k. A.                                             | Leichtmetall                                                                   |
| Ventile – Anordnung          | geneigt, hängend (Vier pro Kopf)                  | geneigt, hängend (Vier pro Kopf)                                               |
| Ventile – Steuerung          | 2 obenliegende Nockenwellen DOHC                  | 2 obenliegende Nockenwellen DOHC                                               |
| Vergaser                     | 6 Stück Dell’Orto SSI 26 A                        | 6 Stück Dell’Orto SS19                                                         |
| Schmierung                   | k. A.                                             | Ölsumpf                                                                        |
| Antrieb                      |                                                   |                                                                                |
| Kupplung                     | Ölbadlamellenkupplung                             | trockene Lamellenkupplung                                                      |
| Getriebe                     | angeblockt, 6 Gänge                               | angeblockt, 7 Gänge (Rechtsschaltung)                                          |
| Antrieb primär / sekundär    | Zahnräder / Kette                                 | Zahnräder / Kette                                                              |
| Elektrik                     |                                                   |                                                                                |
| Zündung                      | Lucas Magnetzündung                               | Schwungradmagnetzündung                                                        |
| Spannung                     | k. A.                                             | k. A.                                                                          |
| Lichtmaschine                | k. A.                                             | k. A.                                                                          |
| Leistung                     |                                                   |                                                                                |
| Leistung                     | 75 PS bei 15.000/min                              | 72 PS (53 kW) bei 16.000/min                                                   |
| Höchstgeschwindigkeit        | 240 km/h                                          | 250 km/h (1969)                                                                |
| Rahmen und Maße              |                                                   |                                                                                |
| Rahmen                       | Rohr, geschlossene Doppelschleife                 | Rohr; geschlossene, demontierbare Doppelschleife, Motor mittragend             |
| Radstand                     | 1350 mm                                           | 1360 mm                                                                        |
| Länge                        | 1950 mm                                           | 1990 mm                                                                        |
| Breite                       | 530 mm                                            | 530 mm                                                                         |
| Tankinhalt                   | 22 l                                              | 18 Liter                                                                       |
| Inhalt Ölbehälter            | k. A.                                             | 3,3 Liter                                                                      |
| Gewicht                      | 145 kg                                            | 125 kg (trocken)                                                               |
| Federung, Reifen und Bremsen |                                                   |                                                                                |
| Radaufhängung vorne          | hydraulische Teleskopgabel                        | Ceriani-Teleskopgabel                                                          |
| Radaufhängung hinten         | hydraulische Stoßdämpfer                          | Schwinge, Ölstoßdämpfer                                                        |
| Räder (vorne / hinten)       | Leichtmetall, Speichen 2,75×18″ / 3,25×18″        | Leichtmetall, Speichen 2,75 × 18″                                              |
| Reifen (vorne / hinten)      | vorne 3,00 × 18″ / hinten 3,50 × 18″              | vorne 3,00 × 18″ / hinten 3,25 × 18″                                           |
| Bremsen (vorne / hinten)     | 4-Nocken-Trommel 260 mm / 2-Nocken-Trommel 190 mm | Doppelduplex-Trommelbremse 240 mm (4 Nocken) / 230-mm-Trommelbremse (2 Nocken) |

Quelle: